# Completado de línea de comando

Ejemplo de completado de línea de comando en Bash.

Ejemplo de completado de línea de comando en PowerShell con Intellisense.

El completado de línea de comando (también completado por tabulación) es una característica común de los intérpretes de línea de comandos, en que el programa automáticamente rellena parcialmente las órdenes que se escribió anteriormente.
Los intérpretes de línea de comando son programas que permiten a un usuario interaccionar con el sistema operativo subyacente mediante la escritura de las órdenes de línea de comando dentro de una interfaz de línea de comando (ILC), en contraste a señalar y oprimir un ratón en una Interfaz Gráfica de Usuario (IGU). El completado de línea de comando permite al usuario los caracteres iniciales de una orden, programa, o filename, y pulsar una llave de tabulación (normalmente Tab ↹) para rellenar el resto del elemento. El usuario entonces pulsa Return o ↵ Entrar para correr la orden o abrir el archivo.
El completado de línea de comando es útil en varias maneras, como lo muestra la animación que acompaña este artículo. Los comandos usados más comúnmente con nombres extensos requieren menor tipeado para ejecutarlos. Comandos largos o archivos difíciles de deletrear, pueden ser introducido escribiendo los primeros evitando así errores involuntarios. En el caso de conclusiones posibles múltiples, alguna interpretes de línea de comando, especialmente en Unix, listará todas las conclusiones  posibles que empiezan con aquellos pocos caracteres. El usuario puede escribir más caracteres y Tab ↹ nuevamente para ver una nueva lista acotada, o más completar la orden/filename con un espacio final. Una forma alterna de autocompletado rota a través de todas las posibles alternativas si el enunciado es ambiguo.
Los elementos a ser completados pueden incluir órdenes, argumentos, nombres de archivo y otras entidades, según el intérprete de línea de comando y su configuración. El completado de línea de comando generalmente solo trabaja en modo interactivo, por lo tanto, no pueda ser invocado para completar parcialmente órdenes. El nombre completado por tabulación proviene del hecho que el completado de línea de comando es a menudo invocada por pulsar la llave de tabulador.